# Bedarfsträger
Unter einem Bedarfsträger versteht man in einem Unternehmen jede Stelle, die Stoffe, Handelswaren, Ersatzteile oder Dienstleistungen verbraucht bzw. bei der Abfallstoffe anfallen.

## Nähere Ausführung
Die Stelle Produktion z. B. ist unmittelbar materialabhängig, bei Störungen der Materialbereitstellung drohen Stillstände. Bereiche wie Forschung und Entwicklung oder der Verwaltungsbereich fallen nicht so stark ins Gewicht; hier sind andere Produktionsfaktoren von größerer Bedeutung. Die Entscheidung, ob jede einzelne oder nur bestimmte Stellen einer Unternehmung die Beschaffung autonom regeln kann oder ob dies über eine zentrale Stelle "Einkauf" erledigt wird, ist eine Frage der Organisation. Wird der Einkauf dezentral geregelt, so sieht die Beschaffungskette folgendermaßen aus: Lieferant – Bedarfsträger – Kunde. Bei zentralem Einkauf schiebt sich die Materialwirtschaft, als Grenzsystem, zwischen den Lieferanten und den Bedarfsträger. Der Bedarfsträger wird somit zu einem internen Kunden im Unternehmen und die Beschaffungskette nimmt folgende Form an:
Lieferant – Materialwirtschaft – Bedarfsträger – Kunde.
Beachtet man die großen Rationalisierungs- und Einsparungspotentiale (Ballung der Einkaufsmacht, leichtere Bedarfserfassung, Senkung der Lagerbestände, Einsatz von Spezialisten, verbesserte Übersicht über den Finanzbedarf, Verhinderung dubioser Handlungen, …) so ist der Vorrang einer zentralen Beschaffungsstelle zu geben. Kommt es zu einer organisatorischen Trennung der Bedarfsträger und beschaffenden Stelle, haben die allgemeinen materialwirtschaftlichen Grundsätze eine Ordnung und Konvergenz zwischen den verschiedenen Unternehmensbereichen sicherzustellen. Aus der Sicht der Bedarfsträger (z. B. der Stelle „Produktion“)  ist die Versorgungssicherheit von grundlegender Bedeutung, was sich in einem Wunsch nach größerem Lager niederschlagen wird, große Fertigungslose werden präferiert. Die Finanzwirtschaft im Gegensatz dazu wird auf eine Senkung der Kapitalbindung in den Vorräten drängen, günstige Einkaufskonditionen anstreben, darauf verweisen, dass die Materialkosten wesentlich die Herstellkosten bestimmen und gesenkt werden müssen.
Die materialwirtschaftlichen Merkmale der Bedarfsträger sind das Bedarfssortiment (Art/Güte), die Bedarfsmenge, die erwähnten Materialkosten und Konditionen. Dass der Bedarfsträger seine materialwirtschaftliche Position nicht beliebig verändern kann bzw. durch vorgelagerte Dispositionen gebunden ist, steht außer Zweifel. So bestimmen z. B. das Erzeugungsprogramm (Art, Menge, Qualität der Erzeugnisse) oder der Organisationstyp der Fertigung (siehe Fertigungstyp) die Entscheidungen des Bedarfsträgers "Produktion". Dies bedeutet aber nicht, dass alle Entscheidungen über Sortiment, Kosten und Menge dem Bedarfsträger entzogen sind.
Der Großteil der Bedarfsträger neigt dazu, seinen Bedarf hinsichtlich Menge, Qualität und des Zeitpunktes zu überschätzen. Einmal einem Bedarfsträger zugestandene Bedarfsmengen werden von diesem oft als Standard missverstanden und Bemühungen der Materialwirtschaft zur Senkung der Bestände mit Unwillen verfolgt. Die Beziehungen sind also zwischen den verschiedenen Bereichen und Interessen nicht konfliktfrei.
Bedarfsträgerbezogene Aufgaben sind somit einerseits die Sortimentsentscheidung und andererseits die Mengenentscheidung. Die benötigten Materialarten und deren Güte werden durch das Herstellungsverfahren oder auch Vorgaben der Konstruktion bestimmt. Es gilt aber beschaffungsmarktseitige Chancen wahrzunehmen: Gibt es andere, billigere Anbieter? Ist die Verwendung alternativer Materialien möglich? Sind, analog zur absatzwirtschaftlichen Entscheidung über die Preisuntergrenze,  Preisobergrenzen bei der Beschaffung definiert? Sind die Qualitätsanforderungen angemessen? Entscheidungshilfen sind die Wertanalyse wie auch Überlegungen hinsichtlich einer Sortimentsauslese und in Verbindung damit Normung, Typenbereinigung und Verwendung von CAD. Die Entscheidung über die Bedarfsmenge bezieht sich in der Regel auf eine bestimmte Verbrauchsperiode. Bedarfsträger werden "ihre" Mengen nur dann rechtfertigen können, wenn sie gut begründet werden bzw. durch Vorgaben der Fertigung bestimmt sind. Nur so sind Interventionen der Materialwirtschaft/Finanzwirtschaft zu verhindern.

### EDV
Der Bedarfsträger ist in der EDV ein Anforderer für IT-Dienstleistungen, die von einem Bedarfserbringer (Dienste-Anbieter, Service-Provider) zu erbringen sind. Der Bedarfsträger definiert seine Anforderungen und bestimmt das Budget. Die Qualität der zu erbringenden IT-Dienstleistungen kann in Service Level Agreements (SLAs) zusammen mit dem Service-Provider vertraglich festgelegt werden.
Im Umfeld dienstlicher Abhörmaßnahmen wird häufig die Gruppe der Abfrageberechtigten Dienststellen unter dem Begriff Bedarfsträger zusammengefasst. Hierdurch wird eine gewisse Unschärfe dieser Gruppe erreicht.